# ワロニア (小惑星)
ワロニア (3198 Wallonia) は火星横断小惑星。フランソワ・ドサンがオート＝プロヴァンス天文台で発見した。
ベルギーの南半分を占めるワロン地域に因んで名付けられた。